# Lamprogaster bicolor
Lamprogaster bicolor är en tvåvingeart som beskrevs av Macquart 1847. Lamprogaster bicolor ingår i släktet Lamprogaster och familjen bredmunsflugor. Inga underarter finns listade i Catalogue of Life.